# William Adams Delano
William Adams Delano (21 de enero de 1874-12 de enero de 1960) fue un arquitecto estadounidense socio de Chester Holmes Aldrich en la firma Delano & Aldrich. Esta trabajó en el estilo Beaux-Arts para clientes ticos de Nueva York, Long Island y otros lugares, construyendo casas adosadas, casas de campo, clubes, bancos y edificios para universidades y escuelas privadas. Pasando del repertorio neoclásico y neobarroco de Beaux-Arts, a menudo diseñaron en los estilos neogeorgiano y neofederal, y muchos de sus edificios estaban revestidos de ladrillo con piedra caliza o mármol blanco, una combinación que se convirtió en su marca registrada.

## Temprana edad y educación
Delano nació en la ciudad de Nueva York el 21 de enero de 1874 y fue miembro de la prominente familia Delano de Massachusetts. Sus padres fueron Eugene Delano y Susan Magoun (de soltera Adams) Delano. Su padre se graduó en 1866 de Williams College y era socio del grupo bancario y comercial Brown Brothers & Company. Entre sus hermanos estaba Moreau Delano, también banquero de Brown Brothers; y dos hermanas, Caroline Delano, que se casó con Augustus B. Wadsworth (director del Centro Wadsworth; y Susan Delano, una botánica que se casó con Charles W. McKelvey.
Sus abuelos paternos fueron Moreau Delano y Sarah Ann (de soltera Abrams) Delano. Él era un primo lejano del presidente Franklin Delano Roosevelt. A través de su tía materna, Mary Elizabeth Adams Brown, era sobrino de John Crosby Brown, director de Brown Brothers & Company. Mary Elizabeth Adams (Brown) era la hermana del ministro William Adams, quien era el abuelo materno de Delano y por quien recibió su nombre. La esposa del ministro William Adams era Martha Bradshaw Magoun, quien era la abuela materna de Delano, y ella era la hija de Thatcher Magoun (asociada con el cortapelos Thatcher Magoun y 60 State Street) y Mary Bradshaw. Anteriormente, el ministro William Adams estuvo casado con Susan Patten Magoun, hermana de Martha Bradshaw, antes de que Susan Patten muriera. Otra conexión entre las familias reside en la descendencia de los seis hijos de John Crosby Brown y Mary Elizabeth, con un hijo llamado Thatcher Magoun Brown en honor a Thatcher Magoun, junto con su hija Mary Magoun Brown y su hijo mayor William Adams Brown, a quien le gusta Delano también fue nombrado en honor a su abuelo el ministro William Adams. Además, el padre de Delano, Eugene, se había asociado con la casa de Filadelfia de Brown Brothers & Co., mientras que el segundo nombre de su madre es Magoun.
Delano se educó en Lawrenceville School y en la Universidad Yale, donde formó parte del consejo editorial de la revista de humor del campus The Yale Record y fue miembro de Scroll and Key y de la escuela de arquitectura de la Universidad de Columbia. También estudió en la École des Beaux-Arts de París, donde se graduó en 1903.

## Carrera profesional
Conoció a su antiguo socio Chester Holmes Aldrich cuando trabajaban juntos en la oficina de Carrère and Hastings en los años previos al cambio del siglo XX. Formaron su sociedad después del regreso de Delano de Europa en 1903 y casi de inmediato ganaron encargos de la familia Rockefeller, entre otros. Delano & Aldrich tendía a adaptar estilos arquitectónicos georgianos y federales conservadores para sus casas adosadas, iglesias, escuelas y una serie de clubes sociales para los Astor, Vanderbilt y Whitney. Por separado (Delano fue el más prolífico) y en conjunto diseñaron una serie de edificios en Yale. Delano enseñó en la Universidad de Columbia desde 1903 hasta 1910.
Solo Delano ganó el encargo de la segunda residencia más grande de los Estados Unidos, Oheka, con vistas a Cold Spring Harbor en Long Island, Nueva York, para el financiero Otto Kahn. Construido entre 1914 y 1919 al estilo de un castillo francés, con jardines de Olmsted Brothers, Oheka tiene más de 109 000 pies cuadrados (10 000 m²) y contaba con 125 empleados.

En 1922, Delano diseñó los interiores de Grand Central Art Galleries, una cooperativa de artistas establecida ese año por John Singer Sargent, Edmund Greacen, Walter Leighton Clark y otros. Ocho años más tarde, la organización pidió a Delano y Aldrich que diseñaran el Pabellón de Estados Unidos en la Bienal de Venecia. La compra del terreno, el diseño y la construcción fue pagada por las Galerías y supervisada personalmente por Clark. Como escribió en el catálogo de 1934:
Siguiendo nuestro propósito de poner el arte estadounidense de manera prominente ante el mundo, hace unos años los directores asignaron la suma de 25 000 dólares para la construcción de un edificio de exhibición en Venecia en los terrenos de la Bienal Internacional. Delano y Aldrich donaron generosamente los planos de este edificio que está construido con mármol de Istria y ladrillo rosa y se mantiene a la altura de los otros veinticinco edificios del parque propiedad de varios gobiernos europeos.
El pabellón, propiedad de las Galerías y operado por ellas, se inauguró el 4 de mayo de 1930. Fue vendido al Museo de Arte Moderno en 1954 y posteriormente al Museo Guggenheim.
El irreverente sentido del humor de Delano se expresó sutilmente en algunos de sus detalles arquitectónicos y frisos, como el friso en bajorrelieve de tortugas y liebres en el bloque de apartamentos en 1040 Park Avenue, y las salas del club de backgammon adornadas como tableros de backgammon. En la Terminal Aérea Marítima del Aeropuerto LaGuardia, construida para el servicio de hidroaviones transatlánticos de Pan American Airways en 1939 y la instalación aérea de pasajeros más antigua aún en uso, sus frisos de terracota Art Deco presentan peces voladores. "Hay tantas cosas nuevas que decir en arquitectura hoy en día por un hombre de imaginación que emplea motivos tradicionales como en la literatura por un autor que, para expresar su pensamiento, todavía emplea el idioma inglés", escribió Delano en 1928..

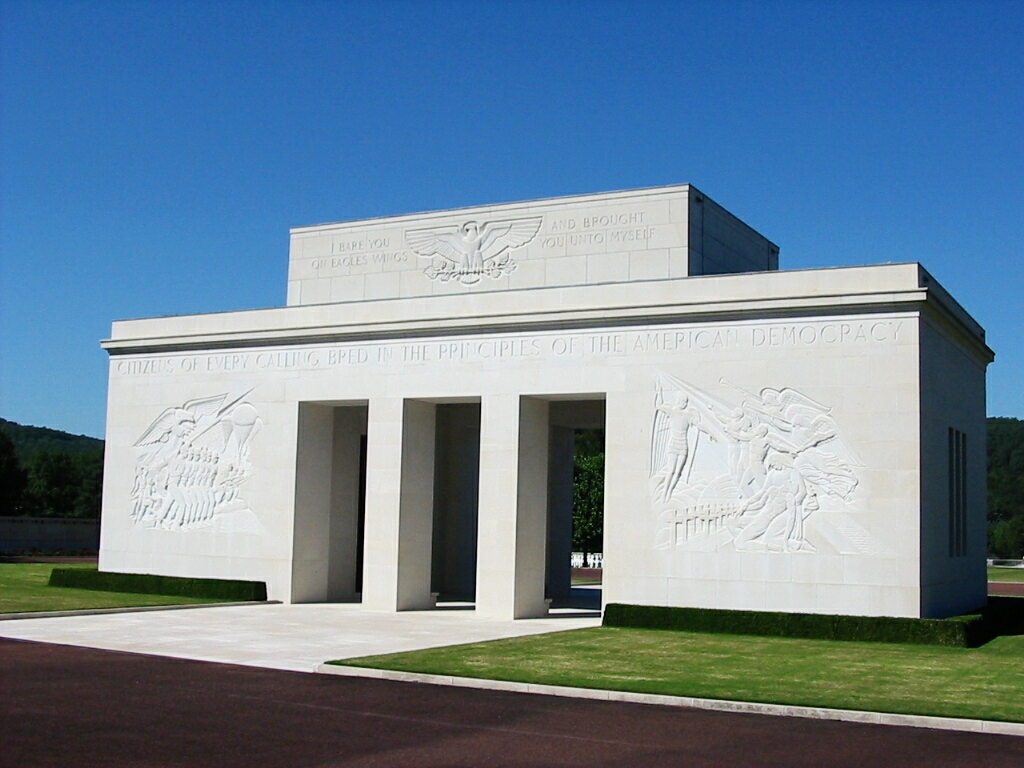
Monumento Estadounidense de Epinal

En Washington D. C., Delano fue el arquitecto de la renovación de la Casa Blanca en 1927, que luego condujo a problemas estructurales y reconstrucción de la Casa Blanca durante la Administración Truman. Sirvió en la Comisión Nacional de Planificación de la Capital y en la Comisión de Bellas Artes de Estados Unidos de 1924 a 1928, incluido un período como vicepresidente en 1928. Este servicio llevó a su firma a recibir el contrato de diseño para el edificio New Post Office, terminado en 1934, en el complejo Federal Triangle. Delano formó parte de la junta de diseño de la Feria Mundial de Nueva York de 1939 y consultó sobre el controvertido Balcón Truman de la Casa Blanca en 1946, antes del proyecto de reconstrucción de 1949-1952.
Los numerosos premios y honores de Delano incluyen la elección a la Academia Estadounidense de las Artes y las Letras y al Instituto Nacional de las Artes y las Letras en 1940. En 1948, se encargó a Delano que diseñara el cementerio y monumento estadounidense de Epinal (1948-1956), uno de los catorce monumentos de la Segunda Guerra Mundial construidos en el extranjero por la Comisión Estadounidense de Monumentos de Batalla. Delano también diseñó terminales en los aeropuertos de La Guardia y Miami.
Fue nombrado oficial por la Legión de Honor francesa y fue académico de la Academia Nacional de Diseño. En 1953, el American Institute of Architects otorgó a William Adams Delano su Medalla de Oro.
Delano continuó practicando casi hasta su muerte en 1960. Aldrich había dejado la sociedad en 1935 para convertirse en director residente de la Academia Americana en Roma, donde murió en 1940.

## Vida personal
Delano se casó con Louisa Millicent Sheffield (de soltera Potter) el 23 de mayo de 1907. Su hijo, William Richard Potter Delano, nació el 31 de julio de 1909. Su hijo se casó con Dorothea Frances Lehmann en octubre de 1939.
Delano murió el 12 de enero de 1960, a los 85 años, en la ciudad de Nueva York.